# Polyrhachis neptunus
Polyrhachis neptunus é uma espécie de formiga do gênero Polyrhachis, pertencente à subfamília Formicinae.